# Polyfág

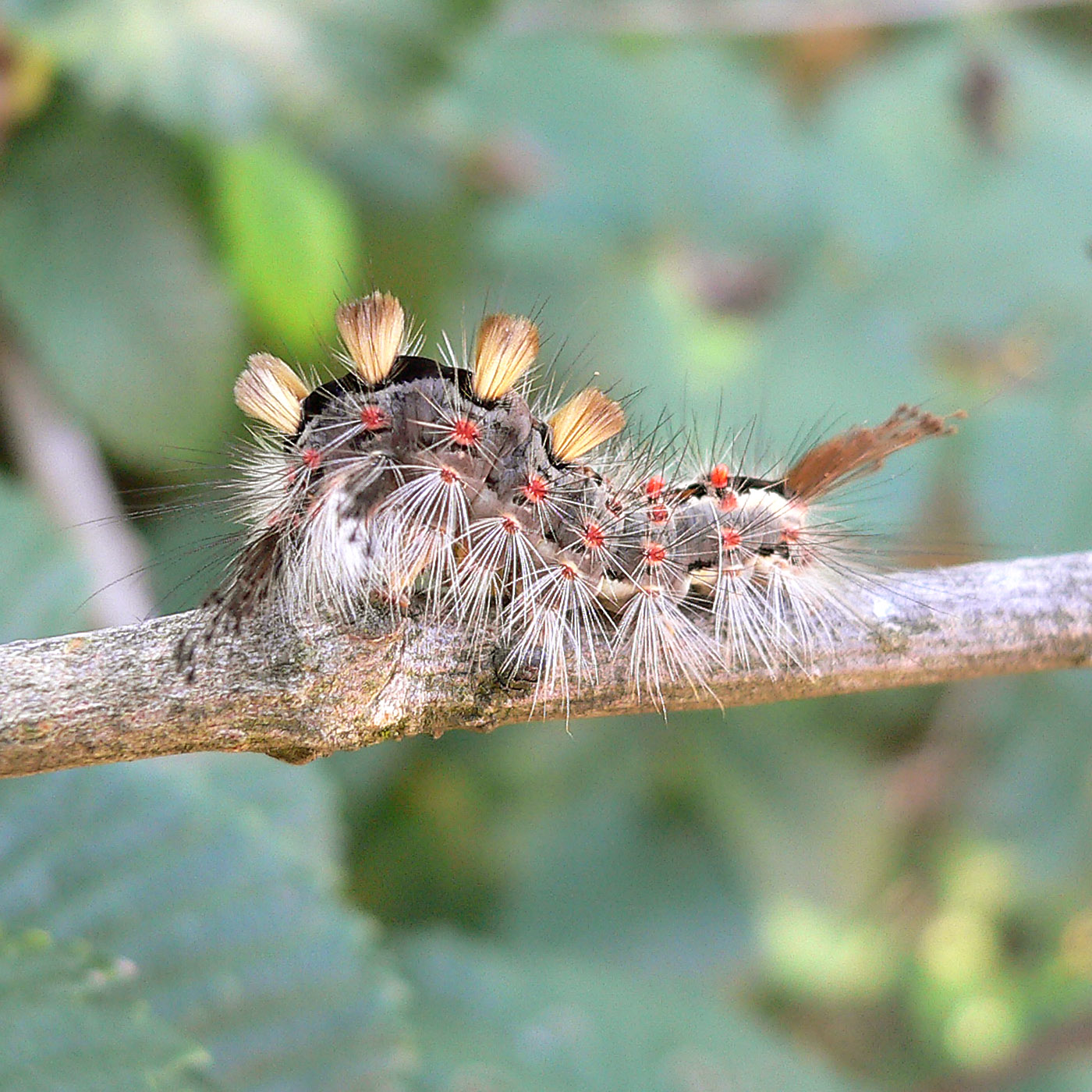
Housenka motýla štětconoše trnkového jako zástupce polyfága

Polyfág je v obecném významu živočich, který je schopen přijímat různorodou potravu. Často se tento termín užívá v entomologii; jako polyfágní se označují druhy schopné živit se na rostlinách, které nejsou blízce příbuzné.
Polyfágní živočich má z evolučního hlediska vyšší šanci na přežití, zpravidla bývá hojný (pokud není limitován jinými než potravními podmínkami). Typickým příkladem polyfága v říši hmyzu je bekyně velkohlavá (Lymantria dispar) nebo chroust obecný (Melolontha melolontha).
Podle množství živných rostlin dělíme hmyz na polyfágní, oligofágní a monofágní druhy.